# Rhesus (mitologie)
Rhesus a fost conform Iliadei fiul lui Eioneus, un rege legendar trac care a participat la războiul troian de partea Ilionului. 
Numele este derivat din denumirea tracică dată "regelui", provenită din rădăcina indoeuropeană *reg, care se regăsește atât în sanscritul rāj- cât și în formele latine rex, regis, în irlandezul ri sau în galicul -rix. Numele tatălui, Eioneus, provine probabil din toponimul Eion ("Coasta"), purtat de așezământul tracic care a devenit apoi polisul Amfipolis, aflat la vărsarea râului Strimon (azi Struma).  

## Rhesus ca aliat al Troiei
Căpetenia tracă a venit în ajutorul regelui Priam în cel de-al zecelea an al războiului troian, instalându-și tabăra în fața zidurilor Troiei. Rhesus era vestit pentru carul său de luptă bogat ornamentat și pentru cei mai frumoși cai pe care-i văzuseră aheii, albi ca neaua și iuți ca vântul. Conform unui oracol, atâta timp cât acești cai ar fi păscut pe câmpiile Ilionului și s-ar fi adăpat din apele râului Xanthus, Troia nu ar fi putut fi cucerită. De aceea Rhesus și o parte din oastea sa au fost măcelăriți în somn, chiar la a doua zi după sosirea lor, de către Odiseu și Diomede, trimiși de Nestor ca iscoade și prădători. Cu același țel îl îndemnase Hector pe solul Dolon să intre în tabăra aheilor, dar acesta fu descoperit, silit să-i trădeze pe troieni și ucis. Căsăpirea tracilor a fost întreruptă de Atena, care de frica zarvei l-a somat pe Diomede să fugă după ce a răpit armele și caii războinicilor. Astfel, Rhesus a fost ultima victimă, cea a treisprezecea, a măcelului. Cu puțin timp înainte de a fi ucis, Atena îl dezvălui regelui într-un coșmar felul în care va muri. Nu numai caii, ci și armele acestuia, de dimensiuni uriașe, ferecate în aur și argint, i-au făcut pe ahei să creadă că au avut de-a face cu un zeu.
De aceea, elenii l-au considerat pe Rhesus drept un zeu trac, fiul lui Sabazios cu Zeița Mamă (confundată în Elada cu titanida Rhea, regina) și, asemeni lui Orfeu cu care era dealtfel uneori identificat, drept inițiatorul cultului dionisiac. Astfel îl prezintă de pildă Pseudo-Euripide în tragedia Rhesus, în care personajul devine după moarte erou și oracol, după vrerea Atenei. Aici, tatăl regelui este chiar zeul râului Strimon, mamă îi este una dintre muze. Copilul născut din unirea acestei muze cu apele râului este predestinat prin educația oferită de muze a fi rege și războinic invincibil. Deși mama lui va încerca din răsputeri să-i împiedice participarea la războiul troian, Rhesus este convins de Hector să se alăture troienilor. Întârzierea lui pe câmpul de luptă este justificată în piesă cu un război pe care a trebuit să-l ducă împotriva sciților (scena 7). În scena 14, conducătorul carului de luptă al lui Rhesus și nu regele însuși are un vis premonitoriu cu privire la măcelul comis de Odiseu și Diomede. Pseudo-Euripide se străduie să reconcilieze perspectiva muzei cu țelurile zeiței Atena. Astfel, în finalul tragediei, aceasta se lasă înduplecată de rugămințile mamei, în care este invocat chiar și Orfeu drept văr al lui Rhesus, și îi permite acesteia să-l ducă pe regele trac într-o peșteră din munții Pangaion, unde acesta își continuă existența datorită Persefonei, devenind mare preot orfic și oracol al lui Dionis. Pseudo-Euripide subliniază natura divină a regelui după moarte. Nemurirea îi este însă conferită prin așa-zisul statut de anthropodaimon, care implică o latură umană a celui venerat și în același timp despărțirea definitivă de lumea celor muritori. Nici chiar mama lui, muza, nu îi mai va putea fi alături. Această transformare în oracol după moarte corespunde celei suferite de capul lui Orfeu. Ulterior se va face chiar o anumită confuzie între cei doi eroi traci, de exemplu în opera Heroicos, scrisă de sofistul Philostratus, unde sunt indicați munții Rodopi ca ținut natal al lui Rhesus.    
Finalul tragediei Rhesos cu anunțarea nemuririi eroului nu ar fi putut fi conceput fără formele de venerare reală a regelui trac, atestate în Atena începând cu anul 437 î.Hr., data la care a fost fondată colonia din Amfipolis după indicațiile unui oracol care cerea mutarea osemintelor lui Rhesus pe teritoriul patriei sale, la malul râului Strimon. Un comentator al piesei lui Pseudo-Euripide îl citează pe istoricul elenist Marisias, care localizase ultimul loc de odihnă al lui Rhesus pe o colină în fața sanctuarului muzei Clio din Amfipolis. Referirile tragediei la misterele orfice și la grupurile de adepți ai regelui fac probabilă existența unui cult inițiatic asemănător sau chiar identic cu orfismul în Amfipolis. Menționarea lui Orfeu în Rhesus ca aliat al Persefonei în rolul său de mistagog și nu în cel de cântăreț care a fermecat întregul infern denotă o schimbare de paradigmă cu privire la eroul legendar, care se produce în decursul secolelor V și IV î.Hr. Extinderea zonei de influență a atenienilor pe teritoriul tracilor făcuse necesară integrarea cultelor autohtone în patrimoniul credințelor elenilor. Investirea lui Rhesus cu atribute divine și cu unele trăsături ale sacerdotului Zeiței Mamă se produce deci probabil în secolul al V-lea î.Hr. Venerarea lui Rhesus ca oracol a fost analoagă cultului eroilor, de exemplu celui dedicat lui Protesilaus, care fusese în relație cu tendințele de expansiune ateniene. 

## Rhesus și Argantona
Probabil prin contaminarea cu sfera legendelor țesute în jurul cuplurilor Orfeu/Euridice și Protesilaus/Laodameia, a căror iubire excesivă nu a acceptat moartea, a fost concepută povestea iubirii dintre Rhesus și Argantona, o fecioară frumoasă din Misia, o regiune învecinată la est cu Troada. Este vorba de ultima narratio amatoria din culegerea lui Partenios din secolul I. î.Hr., Erotica Pathemata, care conține 36 povești de dragoste cu deznodământ tragic. Conform acesteia, Argantona trăia singuratică, disprețuind pretendenții la mâna ei și vânând prin pădurile din jurul Kios-ului (azi Gemlik în Turcia). Regele trac fu atras de renumele frumuseții ei în timpul unei incursiuni în regiune și îi câștigă iubirea oferindu-se să o însoțească la vânătoare. Trufașă, Argantona nu-și destăinui deîndată sentimentele, dar măcinată de suferință îi ceru lui Rhesus până la urmă să-i fie soț. Acesta încuviință cu dragă inimă, căci dragostea lui era de asemenea atât de puternică, încăt nu se conformă decât după zece ani apelului lui Hector de a veni în ajutorul Troiei asediate. Până la urmă se consideră însă dezonorat de pasivitate și pleacă spre Troia, cu toate împotrivirile soției avertizate de un oracol. Episodul cu măcelul comis de Odiseu și Diomede nu mai apare în această versiune a legendei, care-l înfățișează pe Rhesus căzând eroic în lupta cu Diomede, pe malul râului care-i va purta numele. Când află de uciderea soțului în fața zidurilor Troiei, Argantona se retrase în ținutul unde îl cunoscuse, strigându-i fără încetare numele și stingându-se până la urmă din cauza suferinței.  
Atât localizarea romanței dintre Rhesus și Argantona în Kios cât și numele eroinei, derivat din eponimul Argantoneion, care desemna  muntele misian pe care frumosul paj al lui Heracles, Hilas, fusese răpit de nimfe, denotă folosirea miturilor tipice regiunii ca surse de inspirație pentru povestea de dragoste a lui Partenios, originar el însuși din ținutul Niceei, învecinat cu Misia. Aidoma lui Heracles, care nu înțelesese dispariția pajului său și îl căutase timp îndelungat, eroina din Erotica Pathemata nu va accepta moartea soțului, ci va rătăci deznădăjduită în zona Kios-ului, chemându-l în zadar. 
Chiar și Vergiliu ar fi dorit să facă o trimitere, în Georgicele sale, la motivul creat de Partenios, în cadrul unui elogiu adresat prietenului său Cornelius Gallus, căruia îi fuseseră dedicate Narrationes amatoriae, dar având în vedere surghiunul și sinuciderea acestuia renunță la intenția sa și strecură doar aluzii discrete la Partenios în episodul cu Orfeu și Euridice. 

### Sursă
Partenios: Erotica Pathemata (în latină Narrationes amatoriae), Nr. 36, Codex Palatinus Graecus 398 din Universitätsbibliothek Heidelberg, fol. 173v-188v (vezi pagina 173v a manuscrisului). Ediție bilingvă în greacă/germană: Liebesleiden in der Antike. Die „Erotika Pathemata“ des Parthenios, trad. și prefață Kai Brodersen Darmstadt: Primus 2000. Recenzii de Georg Heldmann în: Gymnasium 109, 4 (2002), p. 342-345 și de Hans Bernsdorff în Göttinger Forum für Altertumswissenschaft 4 (2001), p. 1053-1059, de  versiune PDF.